# Batesville (Mississipi)
Batesville és una població dels Estats Units a l'estat de Mississipi. Segons el cens del 2000 tenia 7.113 habitants.

## Demografia
Segons el cens del 2000, Batesville tenia 7.113 habitants, 2.577 habitatges, i 1.821 famílies. La densitat de població era de 246,3 habitants per km².
Dels 2.577 habitatges en un 35,7% hi vivien nens de menys de 18 anys, en un 44,7% hi vivien parelles casades, en un 21,5% dones solteres, i en un 29,3% no eren unitats familiars. En el 26,2% dels habitatges hi vivien persones soles el 12,6% de les quals corresponia a persones de 65 anys o més que vivien soles. El nombre mitjà de persones vivint en cada habitatge era de 2,59 i el nombre mitjà de persones que vivien en cada família era de 3,14.
Per edats la població es repartia de la següent manera: un 28,9% tenia menys de 18 anys, un 11,6% entre 18 i 24, un 26,4% entre 25 i 44, un 18,6% de 45 a 60 i un 14,4% 65 anys o més.
L'edat mediana era de 33 anys. Per cada 100 dones de 18 o més anys hi havia 78,4 homes.
La renda mediana per habitatge era de 29.875 $ i la renda mediana per família de 38.849 $. Els homes tenien una renda mediana de 30.998 $ mentre que les dones 22.029 $. La renda per capita de la població era de 15.814 $. Entorn del 21,9% de les famílies i el 28,7% de la població estaven per davall del llindar de pobresa.

## Poblacions més properes
El següent diagrama mostra les poblacions més properes.